# Götz Aly

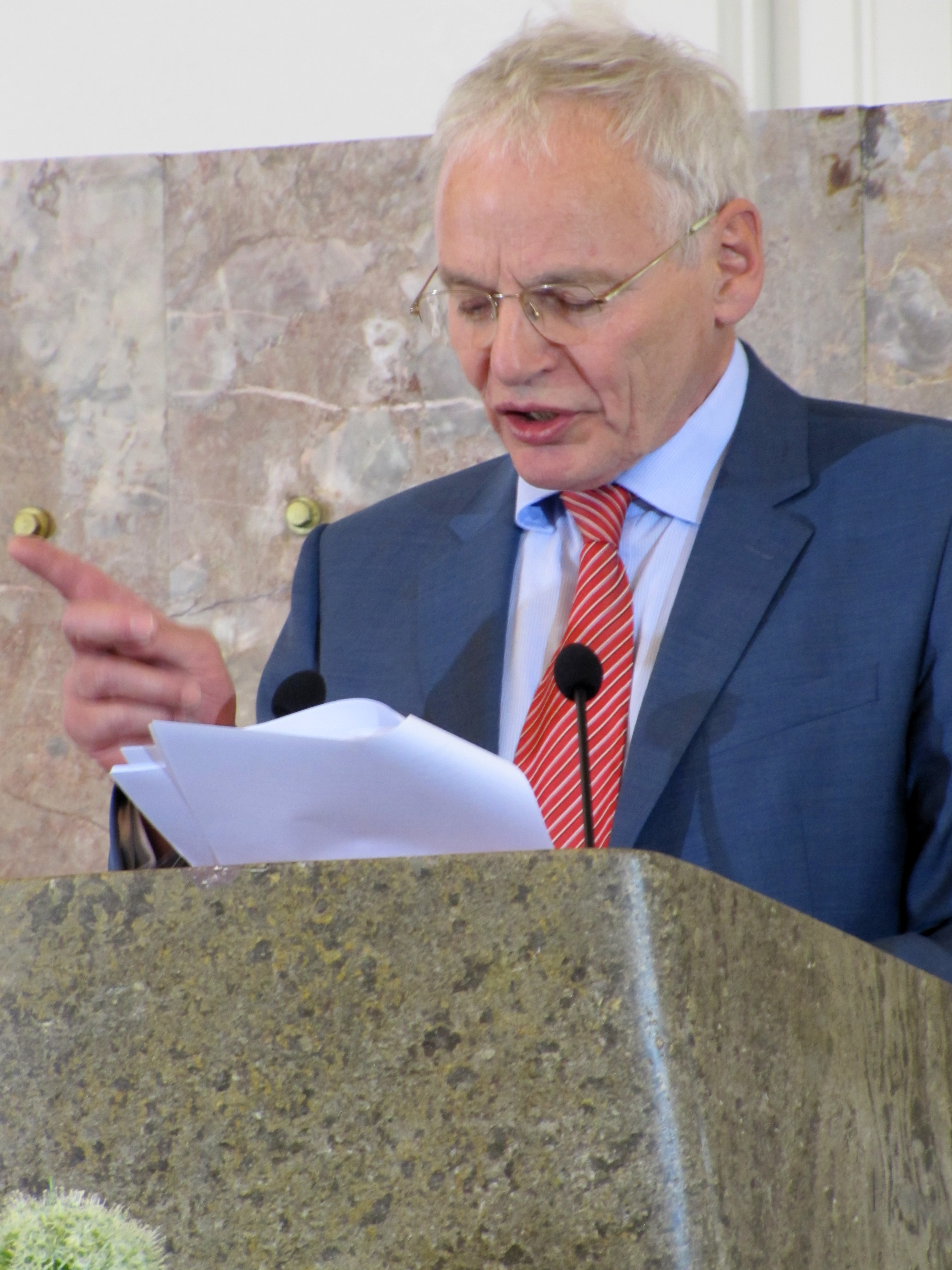
Götz Aly, 2012

Götz Haydar Aly (* 3 de maio 1947 em Heidelberg) é um historiador e jornalista alemão. O ponto forte do seu trabalho é a história do nacional-socialismo. Os seus escritos mais importantes versam sobre temas como o Holocausto, a prática da eutanásia e a política econômica do Terceiro Reich.

## Trabalho
Em 2005, Aly ganhou a atenção do público na Alemanha pelo sucesso popular de seu livro Hitlers Volksstaat. Nele, Aly caracteriza a Alemanha nazista como uma "ditadura de conveniência" que até o final da guerra manteve um amplo apoio público, em especial tornando possível uma inédita mobilidade social para as classes mais baixas, através da introdução de redistribuição de políticas fiscais, redução de impostos para a classe baixa/média, com isso ampliando de muito o bem-estar do povo alemão. Também com o objetivo de reduzir a diferença de classe, os nazistas lançaram entre 1939 e 1942 uma serie de ambiciosos programas que resultaria na transferência de alemães para a Europa do Leste onde teriam maior acesso a recursos naturais e melhores oportunidades de melhorar seu padrão de vida.
Ele também descreve como tudo isso foi pago em grande parte pelo confisco de propriedades judaicas na Alemanha e depois da pilhagem dos países conquistados, e especialmente as suas populações judaicas. Ele afirma que a razão para o apoio maciço do regime nazista entre a população alemã não era tanto uma consequência do seu violento anti-semitismo mas o desfrutar dos frutos da pilhagem adquiridos pelos nazistas nos territórios ocupados. Ele também mostra como a Wehrmacht estava diretamente envolvida nessa pilhagem em massa das populações conquistadas e como em muitos casos, foi a iniciadora das políticas que levaram à perda e o eventual extermínio.
No mesmo livro ele cita que tão complexa a questão de como o Nazismo pode acontecer, que é necessário focalizar no aspecto socialista do Nacional Socialismo como a única maneira de ultrapassar as usuais acusações de culpar específicos indivíduos ou grupos – mais freqüentemente o possível insano Hitler, mas também a ideologia racista ou membros de uma particular classe.

## Prêmios
- Em 2002 recebeu o prêmio Heinrich-Mann-Preis, que é concedido anualmente desde 1953. [4]
- Em 2003 recebeu o prêmio Narion-Samuel-Preis[5]

## Críticas
Götz Aly foi muito criticada pelo Daily Telegraph por causa de suas afirmações feitas em uma conferência de imprensa, na qual citou, que durante a Segunda Guerra Mundial os soldados negros da Grã-Bretanha e França eram estupradores comparáveis aos soviéticos, e que Mahatma Gandhi era um amigo de Hitler.

## Obras
- Com Michael Sontheimer: Fromms – Wie der jüdische Kondomfabrikant Julius F. unter die deutschen Räuber fiel. S. Fischer Verlag, Frankfurt/M. 2007, 220 Páginas., ISBN 3-10-000422-1 (em alemão)
- Como Hrsg.: Volkes Stimme. Skepsis und Führervertrauen im Nationalsozialismus. Fischer TB Verlag, Frankfurt a. M. 2006; 224 Páginas, ISBN 3-596-16881-3 (Rezension de Harald Welzer em: Die Zeit, Nr. 48, 23. Novembro 2006) (em alemão)
- Hitlers Volksstaat. Raub, Rassenkrieg und nationaler Sozialismus, 2005, ISBN 3-89331-607-8 (Bundeszentrale für Politische Bildung), ISBN 3-10-000420-5 (Fischer) (em alemão)
- Im Tunnel. Das kurze Leben der Marion Samuel 1931–1943, 2004, ISBN 3-596-16364-1 (em alemão)
- Com Christian Gerlach: Das letzte Kapitel. Der Mord an den ungarischen Juden, 2004, ISBN 3-596-15772-2 Rezensionen (em alemão)
- Rasse und Klasse. Nachforschungen zum deutschen Wesen, 2003, ISBN 3-10-000419-1 (em alemão)
- Macht, Geist, Wahn. Kontinuitäten deutschen Denkens, 1999 (zuerst 1997), ISBN 3-596-13991-0 (em alemão)
- „Endlösung“. Völkerverschiebung und der Mord an den europäischen Juden, 1999 (zuerst 1995), ISBN 3-596-50231-4 (em alemão)
- Com Susanne Heim: Das Zentrale Staatsarchiv in Moskau („Sonderarchiv“). Rekonstruktion und Bestandsverzeichnis verschollen geglaubten Schriftguts aus der NS-Zeit, Düsseldorf 1992 (em alemão)
- Demontage…: Revolutionärer oder restaurativer Bildersturm?, 1992, ISBN 3-87956-183-4  (em alemão)
- Com Susanne Heim: Vordenker der Vernichtung. Auschwitz und die deutschen Pläne für eine neue europäische Ordnung, 2004 (zuerst 1991), ISBN 3-596-11268-0 (em alemão)
- Com Monika Aly, Morlind Tumler: Kopfkorrektur oder Der Zwang gesund zu sein, 1991, ISBN 3-88022-063-8 (em alemão)
- Aktion T4 1939–1945. Die „Euthanasie“-Zentrale in der Tiergartenstraße 4 (A central de eutanásia na Rua do Zoológico), 1989, ISBN 3-926175-66-4 (em alemão)
- Com Karl Heinz Roth: Die restlose Erfassung. Volkszählen, Identifizieren, Aussondern im Nationalsozialismus, 2000 (zuerst 1984), ISBN 3-596-14767-0 (em alemão)

## Literatura
- Wolfgang Schneider (Hrsg.): „Vernichtungspolitik“. Eine Debatte über den Zusammenhang von Sozialpolitik und Genozid im nationalsozialistischen Deutschland, Junius-Verlag, Hamburg 1991, ISBN 3-88506-187-2 (em alemão)
- Munzinger Internationales Biographisches Archiv 43/2003 vom 13. Oktober 2003 (sh) (em alemão)
- Per Leo: "Der Narr von eigenen Gnaden. Götz Aly und die deutsche Geschichtswissenschaft", in: Ästhetik und Kommunikation 36 (2005), H. 129/130, S. 184-194 (em alemão)